# El Sant Crist (Esterri d'Àneu)
El Sant Crist d'Esterri d'Àneu és la capella del cementiri de la vila d'Esterri d'Àneu, en el terme municipal del mateix nom, a la comarca del Pallars Sobirà.
Està situada al mateix cementiri de la vila, al seu sud-est.